# Ich habe sie geliebt
Ich habe sie geliebt (Originaltitel: Je l’aimais) ist ein französischer Spielfilm aus dem Jahr 2009. Nach Zusammen ist man weniger allein ist er die zweite Verfilmung eines Romans der französischen Schriftstellerin Anna Gavalda.

## Handlung
Nachdem Chloé von ihrem Mann verlassen wurde, lädt ihr Schwiegervater Pierre sie und ihre beiden Töchter in sein Landhaus in den Bergen ein. Zunächst ist die Stimmung zwischen Schwiegertochter und Schwiegervater eisig, aber nach einiger Zeit öffnet sich Pierre und erzählt Chloé ein über zwanzig Jahre lang streng gehütetes Geheimnis aus seinem Leben. Vor vielen Jahren hatte sich der verheiratete Manager auf einer Geschäftsreise in die Dolmetscherin Mathilde verliebt. Pierre, der nicht mehr damit gerechnet hatte, die Liebe seines Lebens zu treffen, glaubt nur mit ihr wirklich glücklich werden zu können, und plant, sich von seiner Frau Suzanne zu trennen und fortan mit Mathilde zusammenzuleben. Als er jedoch erfährt, dass seine Sekretärin von ihrem Mann nach mehr als 30 Jahren Ehe verlassen wurde, und erlebt, wie sehr sie darunter leidet, entscheidet er sich, bei seiner Frau zu bleiben, um ihr Leben nicht zu zerstören. Mathilde, die Pierre ebenfalls über alles liebt, stellt, nachdem sie dies herausfindet, strenge Regeln für ihre weitere Affäre auf. Die beiden treffen sich von da an nur noch für wenige Stunden oder Tage auf Pierres Geschäftsreisen.
Nach einigen Jahren jedoch scheint Mathilde mit dem Arrangement nicht mehr glücklich zu sein und trifft sich mit Pierre in einem Café in Paris. Sie offenbart ihm, dass sie schwanger ist. Seine Frage, wer der Vater sei, trifft sie jedoch so hart, dass sie sofort jeglichen Kontakt mit ihm beendet. Erst Jahre später trifft er sie mit ihrem kleinen Sohn an der Hand wieder. Sie bestreitet vehement, dass es sich um Pierres Sohn handelt, und es bleibt bis zum Ende unklar, ob er der Vater ist. Mathilde will nichts mehr von ihm wissen und lässt ihn stehen.
Pierre erklärt Chloé, dass er, anstatt sich für die Liebe seines Lebens zu entscheiden, das Leben in einer gefühlsmäßig toten Ehe gewählt habe. Er bereut bis heute jeden Tag, dass er sich so entschieden hat; er und seine Frau Suzanne seien heute innerlich tot. Nachdem er seine Geschichte beendet hat, schläft Pierre in seinem Sessel ein. Chloé geht daraufhin nach draußen und schaut zu, wie die Sonne hinter den Bergen aufgeht.

## Kritiken
Cinema schrieb, die Regisseurin habe es geschafft die spröde Prosa der französischen Autorin in melancholische Bilder zu übertragen, die uns voller Wehmut vor Augen führten, dass man auch zusammen sehr allein sein kann.